# Kamil Kiereś
Kamil Kiereś (Piotrków Trybunalski, 16 luglio 1974) è un allenatore di calcio e dirigente sportivo polacco, tecnico dello Stal Mielec.

## Palmarès

### Competizioni nazionali
- Campionato polacco di seconda divisione: 1

GKS Bełchatów: 2013-2014
- II liga: 1

Górnik Łęczna: 2019-2020